# Дорогая Шуша
Дорогая Шуша (англ. Aziz Shusha или Родная Шуша) — шоссейная многодневная велогонка, проходящая по территории Азербайджана с 2022 года.

## История
Гонка была создана в 2022 году. Её дебютное издание прошло в рамках национального календаря и состояло из двух этапов, индивидуального и группового, которые прошли в культурной столице Азербайджана, городе Шуша. Победителем стал азербайджанский велогонщик Элчин Асадов.
На следующий, 2023 год вошла в календарь Европейского тура UCI, получив категорию 2.2. Она была посвящена 100-летию 3-го президента Азербайджана Гейдара Алиева, а её маршрут увеличился до пяти этапов.

## Призёры
| Год  | Победитель        | Второй          | Третий        |
| ---- | ----------------- | --------------- | ------------- |
| 2022 | Эльчин Асадов     | Муса Микаилзаде | Болд Идерболд |
| 2023 | Эмануэле Ансалони | Рудольф Ремхи   | Ларс Куэдвлиг |